# Biały Kamień (Ukraina)
Biały Kamień (ukr. Білий Камінь, Biłyj Kamiń) – wieś na Ukrainie, w obwodzie lwowskim, w rejonie złoczowskim. Liczy niecałe 800 mieszkańców.

## Historia
Według jednej z hipotez jest to miejsce urodzenia króla Polski Michała Korybuta Wiśniowieckiego.
Za II Rzeczypospolitej miejscowość była siedzibą wiejskiej gminy Białykamień w powiecie złoczowskim w województwie tarnopolskim. W 1921 roku liczył 1515 mieszkańców.
Podczas okupacji niemieckiej polska rodzina Zawerów ukrywała na swojej posesji dwóch Żydów, za co w 1989 roku Instytut Jad Waszem uhonorował Floriana Zawera i Kazimierę Zawer tytułami Sprawiedliwych wśród Narodów Świata. W 1944 roku Ukraińcy zamordowali Floriana Zawera oraz jego ojca i brata.
Podczas drugiej okupacji sowieckiej w Białym Kamieniu stacjonował oddział tzw. istriebitielnych batalionów złożony z Polaków. 9 listopada 1944 banderowcy wzięli podstępem do niewoli 18 żołnierzy oddziału i po wyprowadzeniu z miejscowości zamordowali ich poprzez rozstrzelanie.

## Położenie, gleby
Autorzy Słownika geograficznego Królestwa Polskiego i innych krajów słowiańskich o Białym Kamieniu: miasteczko, na lewym brzegu Bugu, w powiecie złoczowskim, położone 1,5 mili na północny zachód od sądu powiatowego w Złoczowie i o milę na południe od Oleska. Miasteczko leży w miejscu, w którym schodzą się trzy gatunki gleby, mianowicie od południa żyzne doliny złoczowskie z tłustą, ciężką urodzajną ziemią; czarnoziem tu niezgłębiony, trudny do obrobienia; od zachodu i północy zaczynają się piaski ciągnące się na zachód ku Buskowi, Kamionce Strumiłowej, Mostom i idące do województwa lubelskiego, na północ ku Brodom, zaś od wschodu leży to miasteczko pod samymi górami, stanowiącymi dział wód między Morzem Czarnym i Bałtyckim. Z tych powodów grunt tu bardzo rozmaity, więcej jednakże piaszczysty i kamienisty niż urodzajny.

## Zabytki
- zamek na równinie w pobliżu Bugu wybudował książę Jerzy Wiśniowiecki[6], kasztelan kijowski, w 1611 r., syn Michała. Zamek w kształcie kwadratu był długi na 58 m i szeroki na 54 m. W rogach znajdowały się cztery ośmioboczne wieże – baszty. Zamek posiada dwie bramy, z których jedna miała portal i dwie kolumny korynckie. Po śmierci Jerzego Wiśniowieckiego zamek wraz z miastem przeszedł w posiadanie jego bratanka księcia Jeremiego Wiśniowieckiego, jednego z najbogatszych ludzi na Podolu. Książę Jeremi i jego żona Gryzelda Zamoyska przebudowali zamek w jeden z najlepszych w prowincji. W XIX wieku zamek został pozbawiony funkcji obronnych. Resztki budynków spłonęły w 1848 roku. Pod koniec XIX wieku pozostałości murów jeszcze wznosiły się kilka metrów nad ziemią. Ruiny zamku były systematycznie niszczone w czasach sowieckich. Tak więc ostatecznie w miejscu zamku powstało boisko do piłki nożnej. Według Słownika geograficznego Królestwa Polskiego i innych krajów słowiańskich: w ruinach niegdyś obronnego zamku mieszkała żona księcia Karola St. Radziwiłła Panie Kochanku, ordynata na Nieświeżu, Ołtyce i wojewody wileńskiego; księstwo Radziwiłłowie nie żyli ze sobą, księżna mieszkała w Białym Kamieniu i tu umarła; do niedawna żyli tu ludzie, którzy ją pamiętali[1]
- kościół pw. Wniebowzięcia NMP, rzymskokatolicki, barokowy z 1737 r.
- cerkiew greckokatolicka pw. Św. Trójcy
- ślady zwalisk starożytnej budowy niewiadomego pochodzenia i czasu, znajdują się na pobliskiej górze[1]
- dawna fabryka cukru, przerobiona na gorzelnię[1].

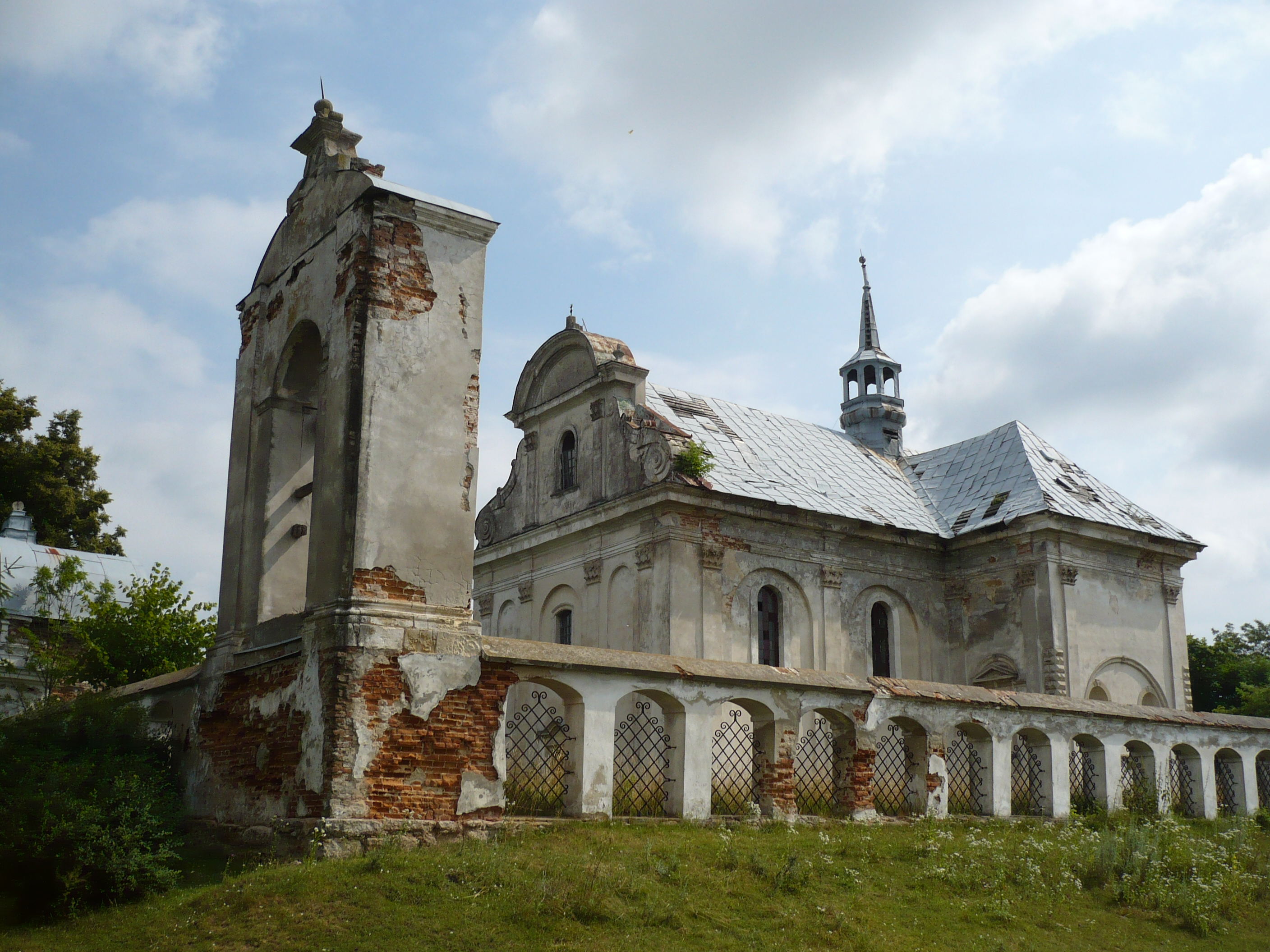
Kościół
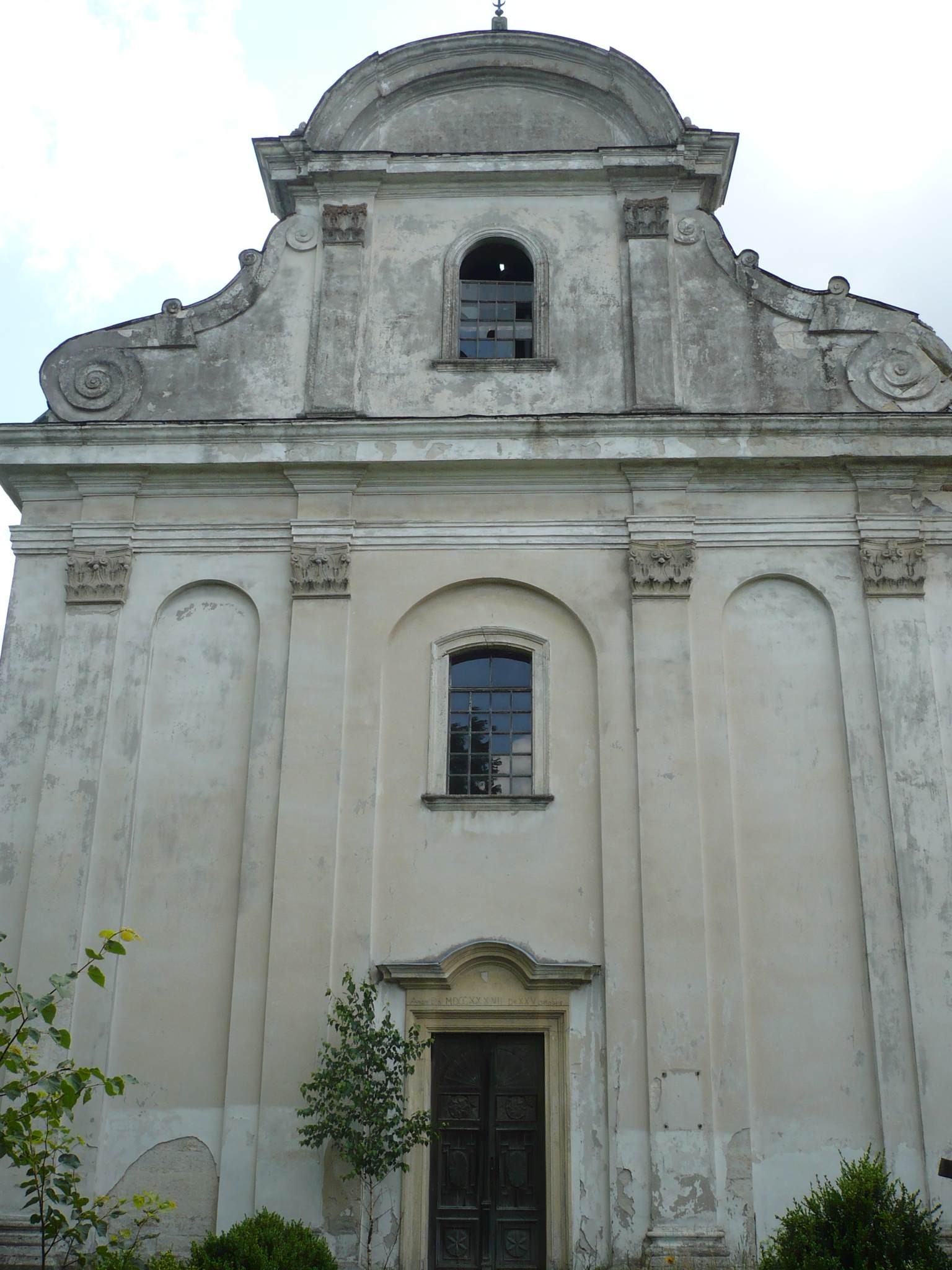
Front kościoła z 1737
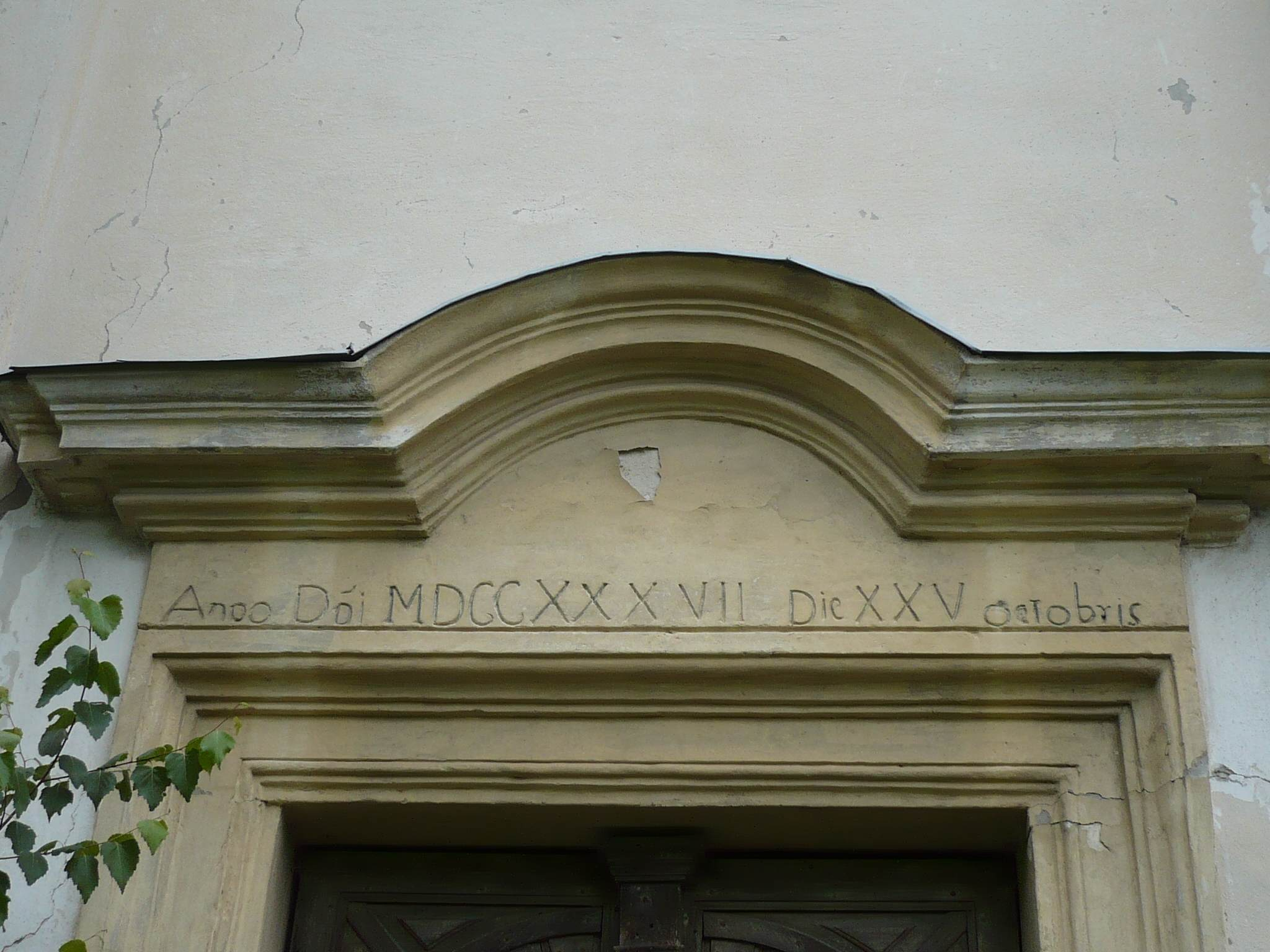
Portal kościoła 1737
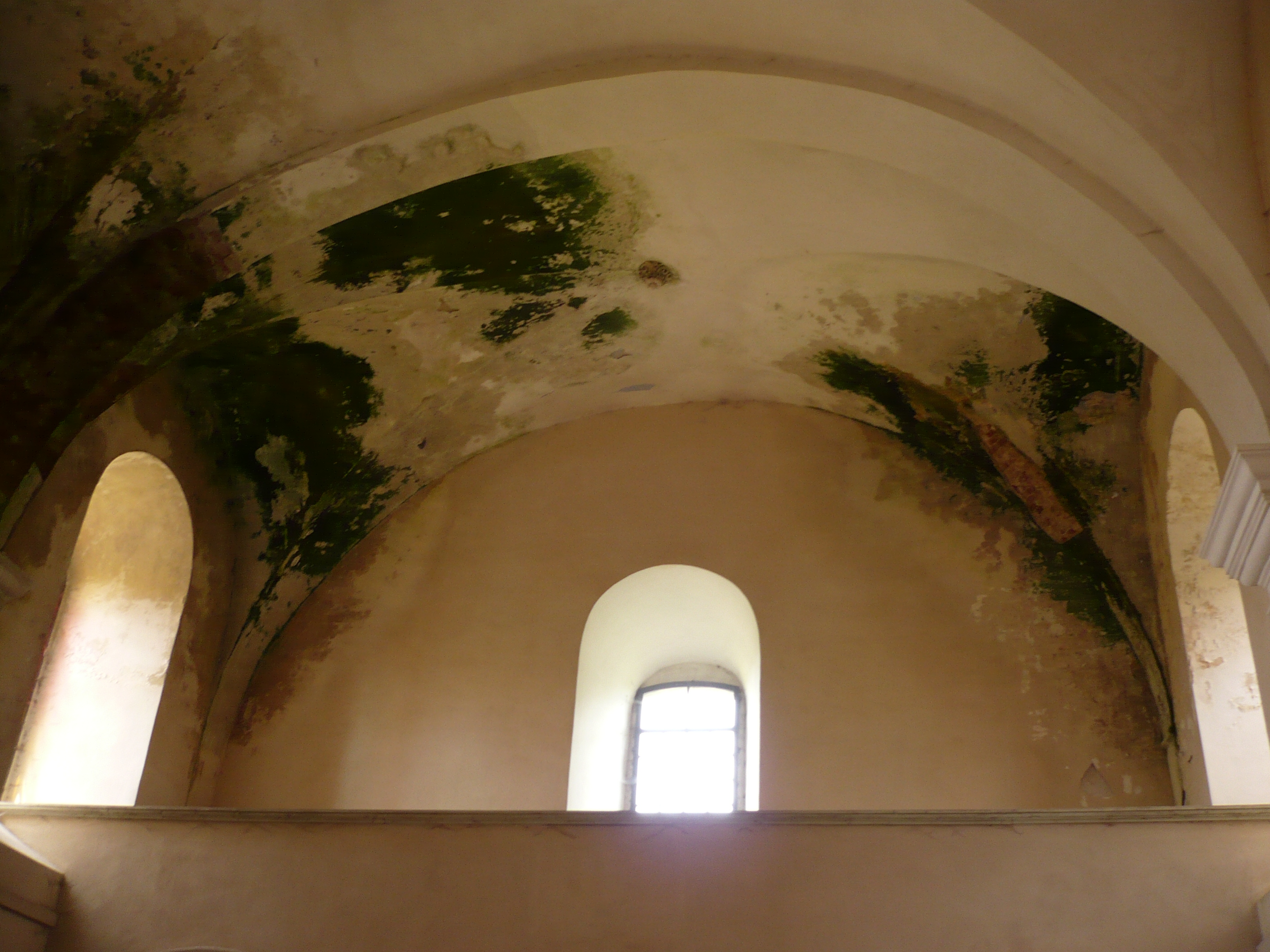
Wnętrze kościoła
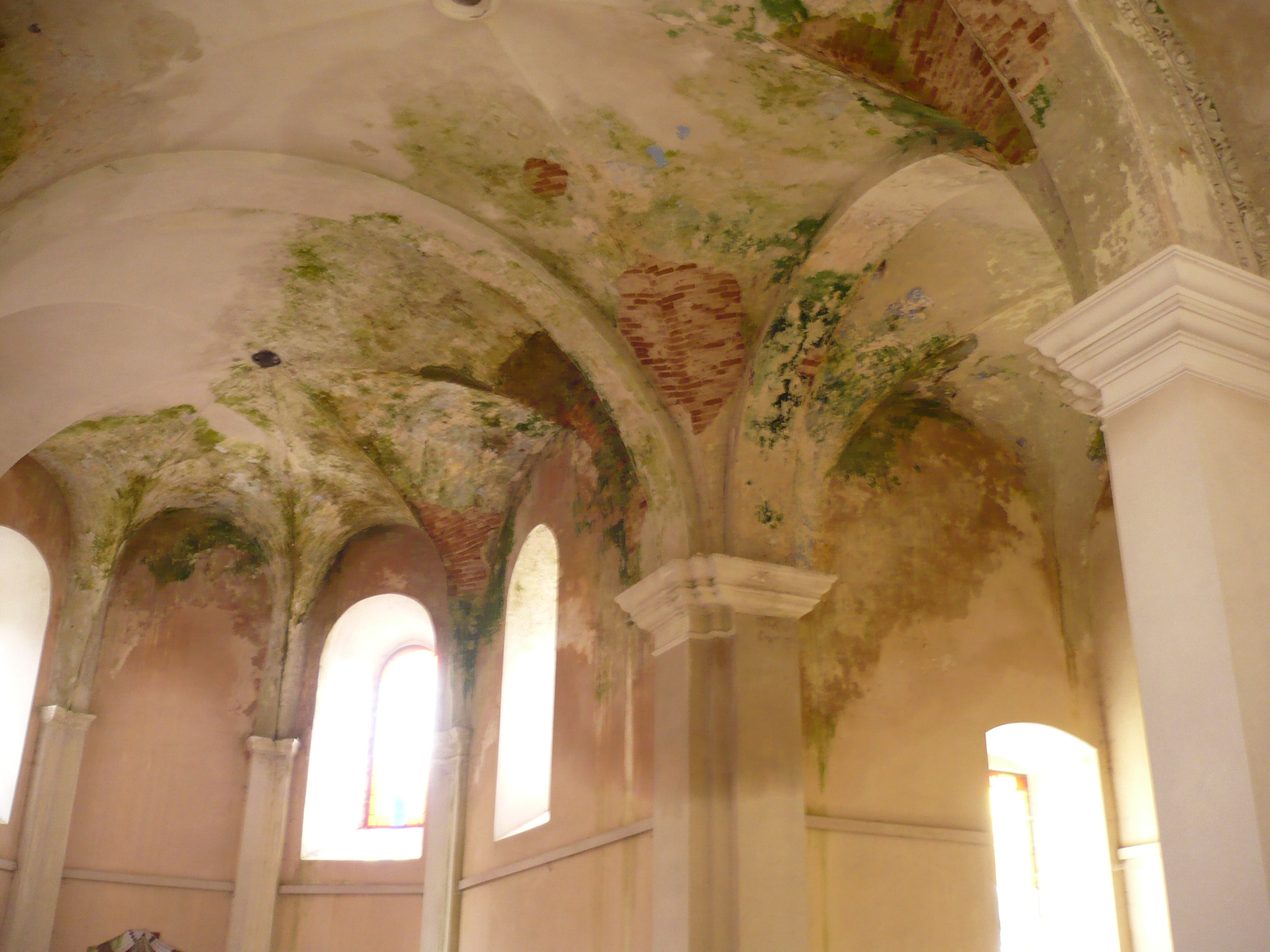
Wnętrze kościoła
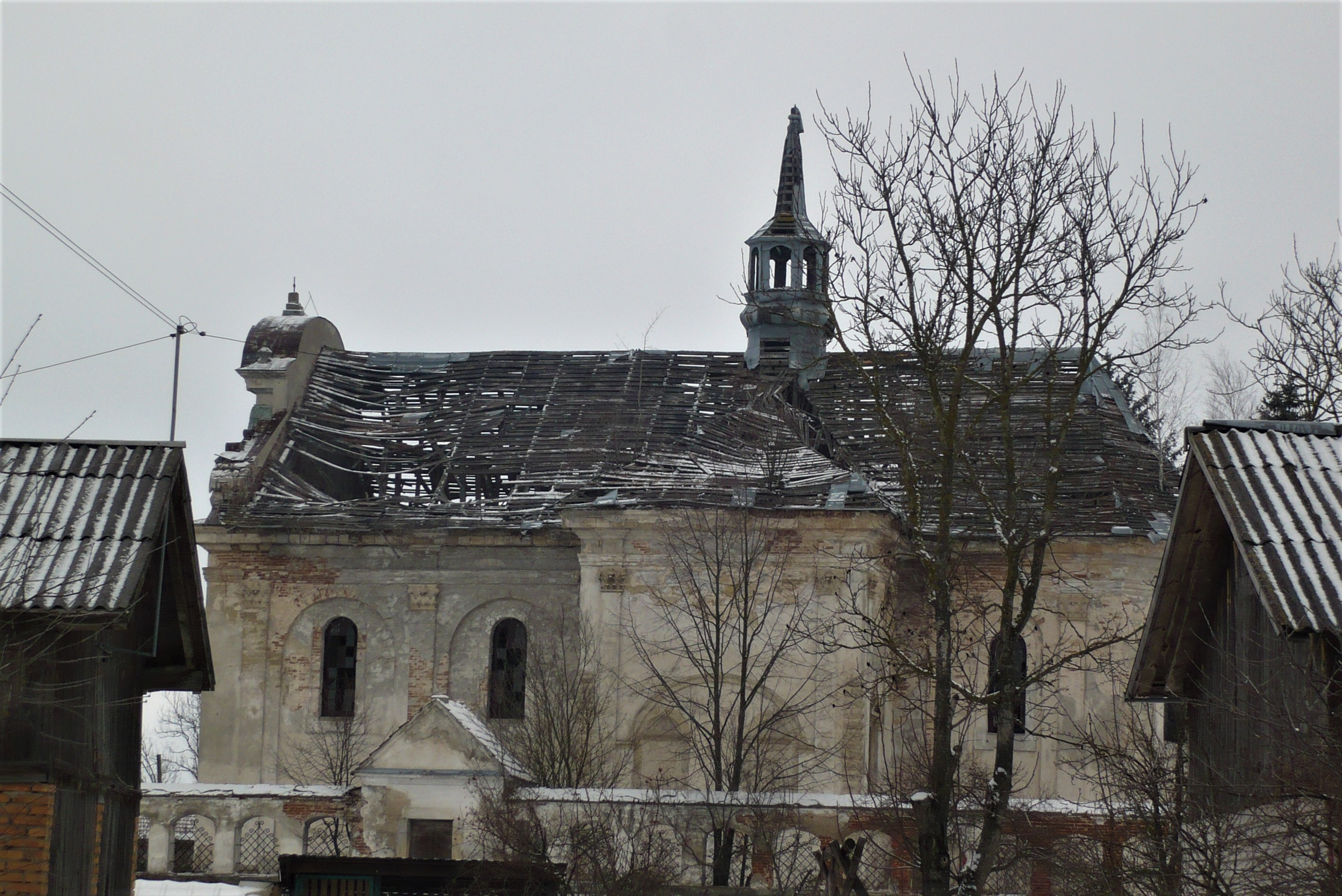
Kościół (2018)
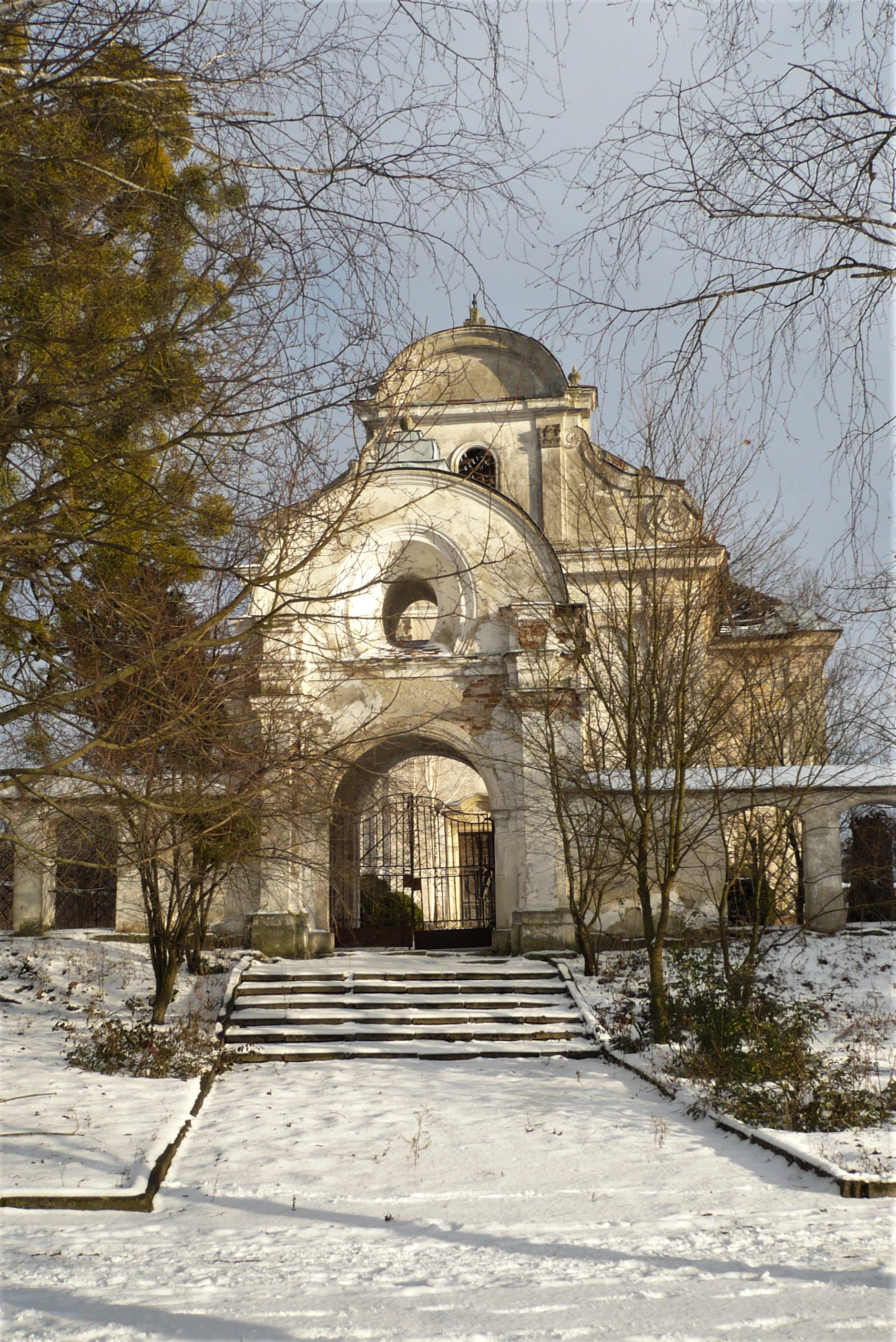
Kościół
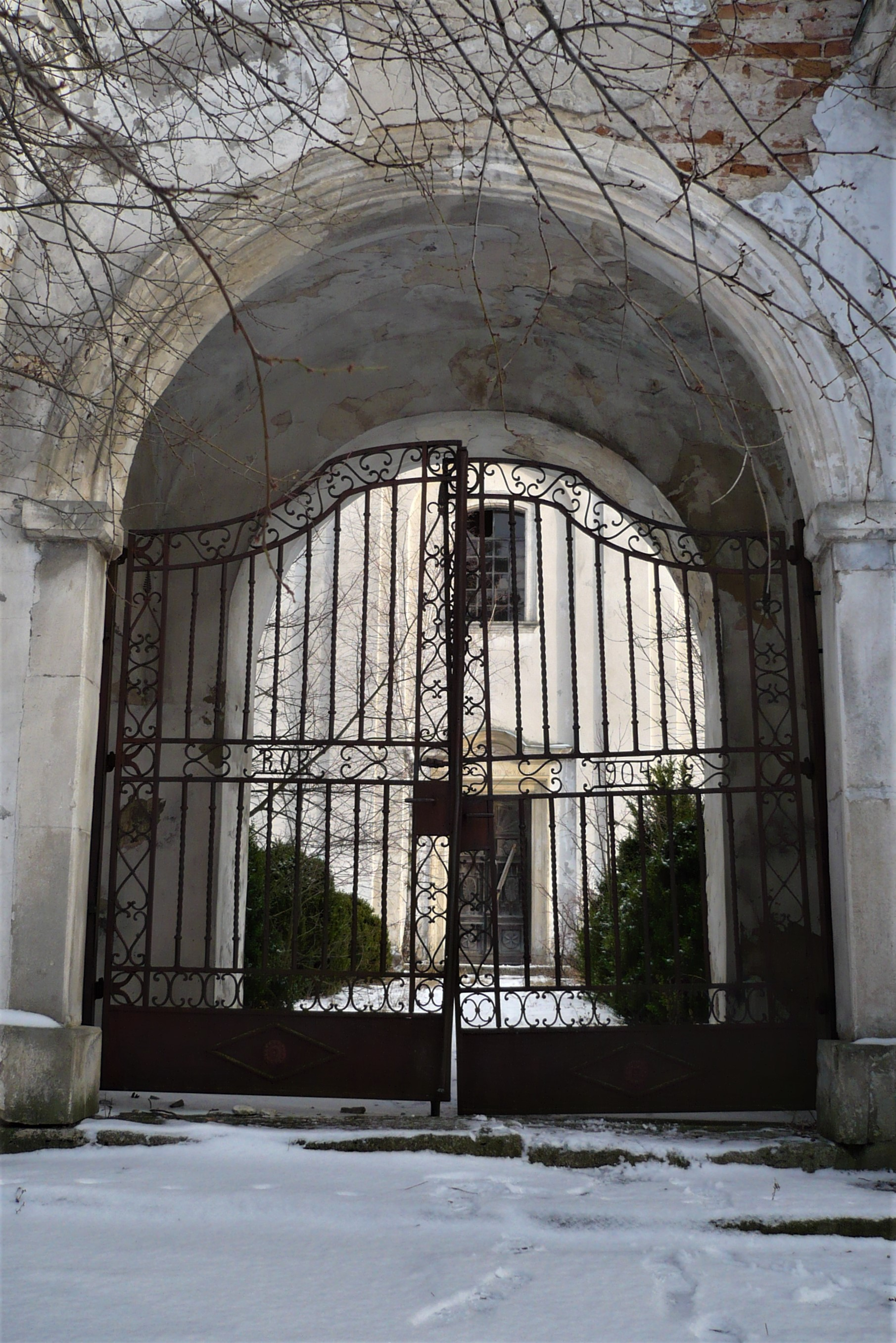
Kościół
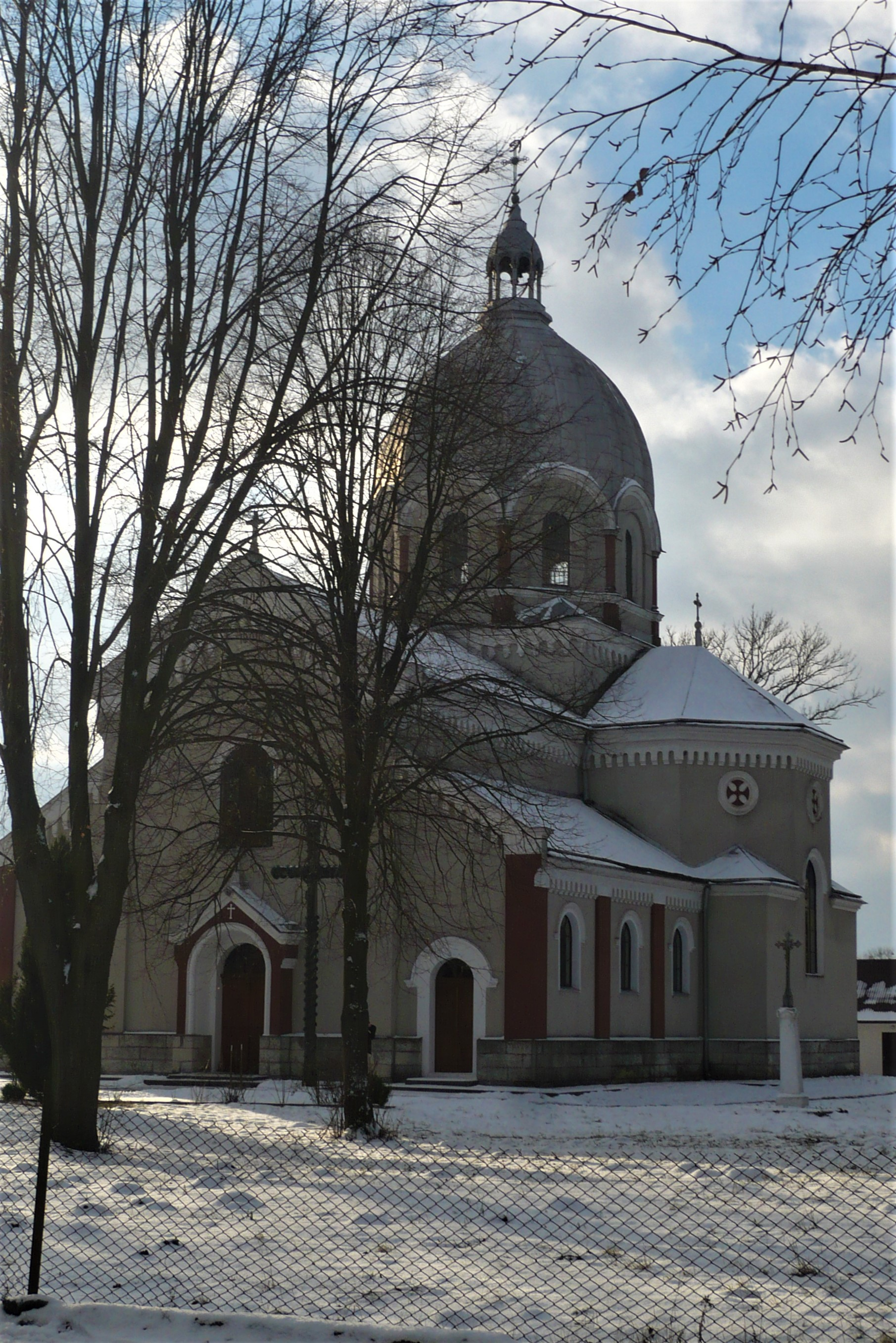
Cerkiew
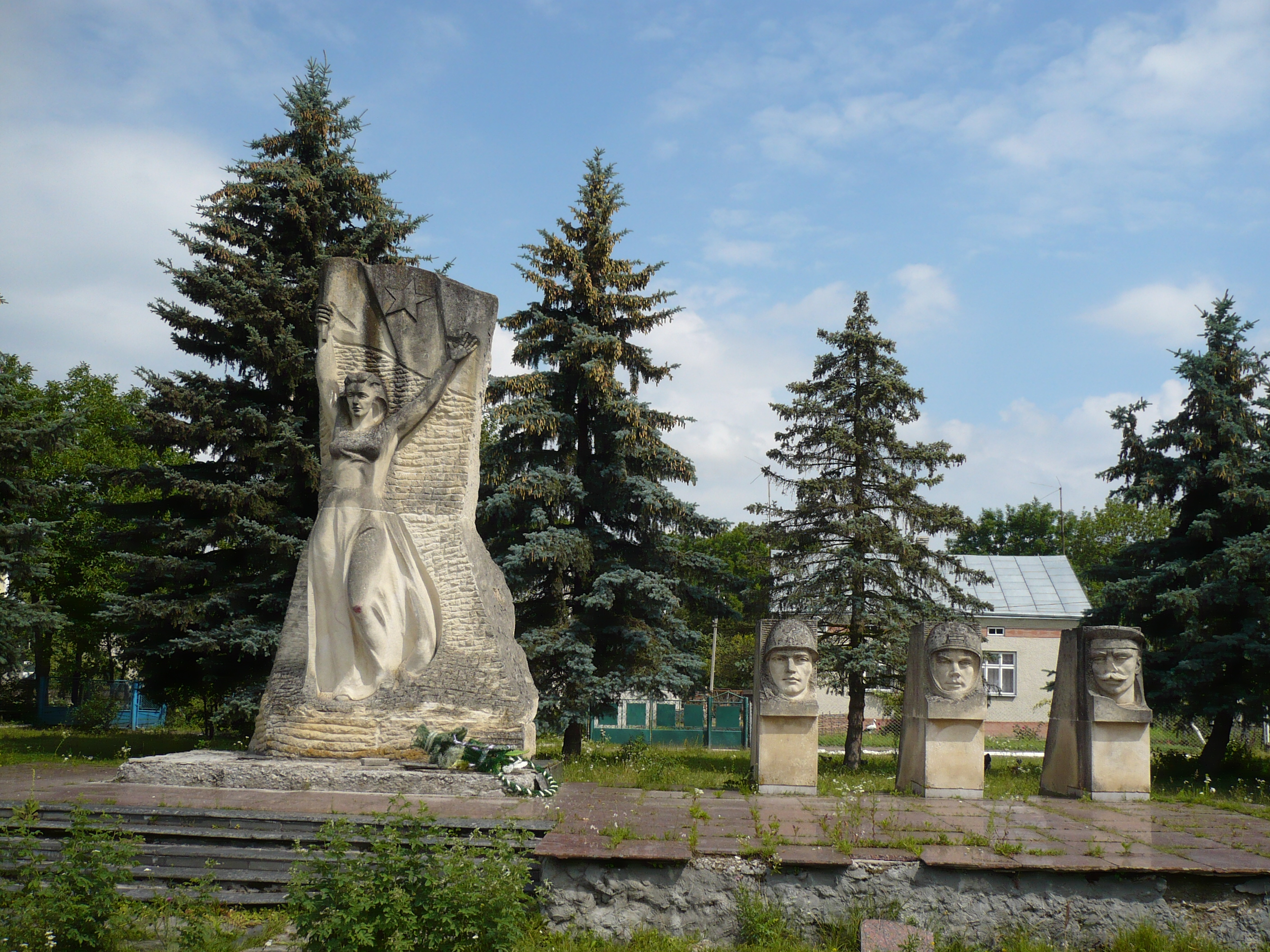
Pomnik
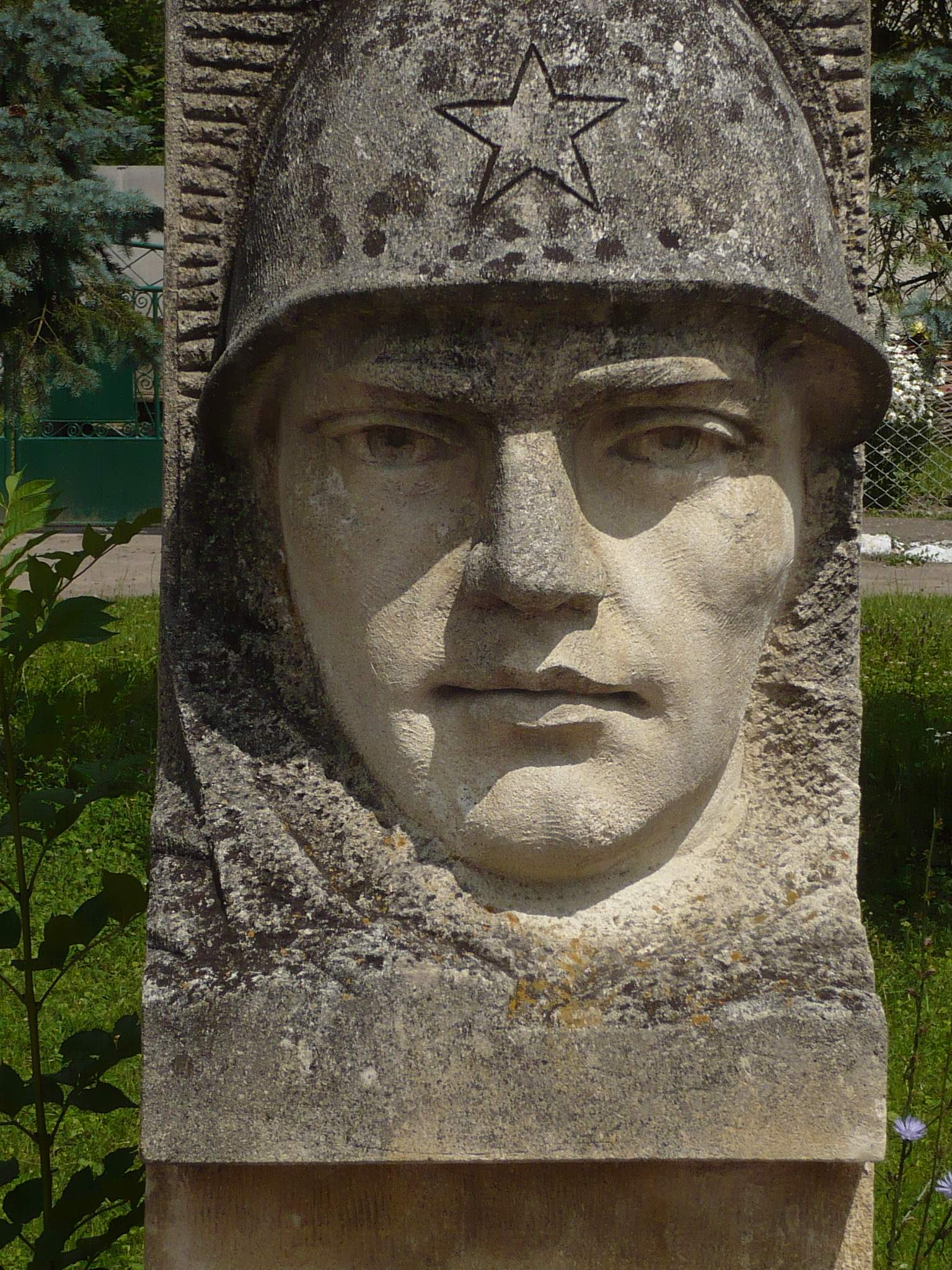
Fragment pomnika żołnierz
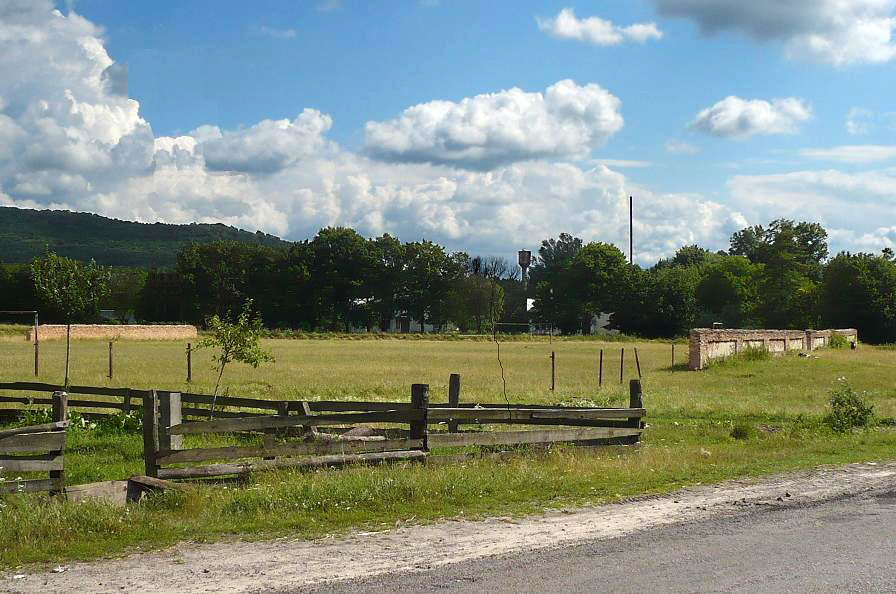
Pozostałości zamku